# Приреченский сельский округ (Зерендинский район)
Прире́ченский се́льский окру́г (каз. Приречен ауылдық округі) — административная единица в составе Зерендинского района Акмолинской области Республики Казахстан. Административный центр — село Приречное.

## География
Сельский округ расположен на западе района, граничит:
- на северо-востоке со Садовым сельским округом,
- на востоке с Чаглинским сельским округом,
- на юге с Зерендинским и Троицким сельским округами,
- на севере и западе с Булакским сельским округом.

На территории сельского округа расположено озеро Кумдыколь. 

## История
В 1989 году существовал как Приречный сельсовет (сёла Приречное, Павловка) входивший тогда в состав Кокчетавского района.
В 1997 году после упразднение Кокчетавского, в составе Зерендинского района.

## Население
| Численность населения | Численность населения | Численность населения | Численность населения |
| 1989                  | 1999                  | 2009                  | 2024                  |
| --------------------- | --------------------- | --------------------- | --------------------- |
| 1542                  | ↘1353                 | ↘1063                 | ↘993                  |

## Состав
В состав сельского округа входят 2 населённых пунктов.
| № | Населённый пункт | Тип населённого пункта       | Население, 1989 | Население, 1999 | Население, 2009 |
| - | ---------------- | ---------------------------- | --------------- | --------------- | --------------- |
| 1 | Павловка         | село                         | 488             | 413             | 287             |
| 2 | Приречное        | село, административный центр | 1 054           | 940             | 776             |

## Экономика
Согласно отчёту акима сельского округа за 2020 год:
В округе действуют 34 хозяйствующих субъектов, из них ТОО — 4, крестьянско-фермерских хозяйств — 11, индивидуальные предприниматели в сфере торговли — 7, а также индивидуальные предприниматели занимающиеся животноводством — 12. Занимаются выращиванием зерновых культур. В 2020 году было засеяно 7 727 гектара. Средняя урожайность составила 20 ц/га.
Ветеринарные профилактические мероприятия проводится согласно плану. Проведена работа по идентификации сельскохозяйственных животных согласно плану. В сельском округе животноводством занимаются ТОО «Жаксылык Агро», КХ «Руслан».
В округе зарегистрировано 7 объектов индивидуального предпринимательства, в том числе работают 4 магазина. В Приречное действует 1 столярный цех по предоставлению населению строительных и ритуальных услуг (ИП «Сералин»).

## Объекты округа
В сфере образования по сельскому округу действует 2 общеобразовательные школы: Приреченская средняя школа и Павловская начальная школа. 
Сфера культуры представлена сельским клубом, где проводятся культурно-массовые мероприятия, посвященные государственным и национальным праздникам, концерты, дискотеки, сходы граждан. При сельском клубе также работает библиотека, книжные выставки.